# Запис трешња на Ујалици (Вреоци)
Запис трешња на Ујалици (Вреоци) се налази на парцели чији је власник Република Србија.

## Локација
| Општина             | Лазаревац                                                        |
| Катастарска општина | Вреоци                                                           |
| Потес               | Ујалица                                                          |
| Координате          | 44° 25′ 33″ С; 20° 16′ 05″ И / 44.425899999999999° С; 20.2681° И |
| Надморска висина    | 108m                                                             |

## Карактеристике
Дендрометријске вредности утврђене на терену и сателитским снимцима:
| Стабло                     | Трешња |
| Висина стабла              | m      |
| Обим дебла                 | m      |
| Пречник крошње             | 9m     |
| Пречник дебла              | m      |
| Висина дебла до прве гране | m      |

## База записа
Запис је у оквиру Викимедија пројекта "Запис - Свето дрво" заведен под редним бројем 1014.